# Aeger elegans
Aeger elegans es una especie de langostino fósil de la caliza de Solnhofen. Fue descrita por Münster en 1839.